# Лузька оперативна група
Лузька оперативна група (рос. Лужская оперативная группа) — оперативна група радянських військ, що брала активну участь в обороні Ленінграда. Оперативна група створювалася для організації оборони на побудованому Лузькому оборонному рубежу — системі радянських укріплень, що простягалася на 276 кілометрів від Нарвської затоки, по річках Луга, Мшага, Шелонь до озера Ільмень з метою не допустити прориву військ німецької групи армій «Північ» на північний схід у напрямку Ленінграда.

## Історія
6 липня 1941 року, на виконання рішення Ставки ВГК, командувач Північним фронтом генерал-лейтенант Попов М. М. створив Лузьку оперативну групу, яку очолив заступник командувача фронтом генерал-лейтенант Пядишев К. П. До складу групи повинні були увійти: 4 стрілецькі дивізії (70-та, 111-та, 177-ма і 191-ша); 1-ша, 2-га і 3-тя дивізії народного ополчення; Ленінградське стрілецько-кулеметне училище; Ленінградське Червонопрапорне імені С. М. Кірова піхотне училище; 1-ша гірсько-стрілецька бригада; артилерійська група з частин Лузького табірного збору під командуванням полковника Одинцова Г. Ф.
Для прикриття військ групи з повітря залучалася авіація всього Північного фронту під командуванням генерал-майора авіації Новикова А. А.
До 9 липня Лузька оперативна група зайняла східну і центральну ділянки оборони від міста Луги до озера Ільмень. Незайнятою залишалася ділянка по нижній течії річки Луга, на який війська тільки почали висуватися.
12 липня почалися перші бої підрозділів Лузької оперативної групи, коли передові загони 41-го моторизованого корпусу прорвалися на напрямку Луги до рубежу річки Плюсса. Бої тривали до середини другої декади липня 1941 року, але після контрудару радянських військ під Сольцами, в якому, зокрема брали участь і з'єднання групи, становище в смузі відповідальності оперативної групи стабілізувалося.
23 липня 1941 року Лузька оперативна група, з метою оптимального управління військами, була розділена на три ділянки (спочатку сектора) оборони: власне Лузька ділянка оборони, а також Кінгісеппська і Східна ділянки оборони.

## Командувачі
- генерал-лейтенант Пядишев К. П. (6 липня — 22 липня 1941)[Прим. 1];
- генерал-майор Астанін А. М. (22 липня — 25 серпня 1941).

## Формування Лузької оперативної групи
| № | Назва      | Сформована                 | У складі                             | Час існування            | Бойовий шлях битви, операції, бої           | Бойовий шлях битви, операції, бої | Склад                     | Подальша доля | Командувачі                 |
| № | Назва      | Сформована                 | У складі                             | Час існування            | Оборонні                                    | Наступальні                       | Склад                     | Подальша доля | Командувачі                 |
| - | ---------- | -------------------------- | ------------------------------------ | ------------------------ | ------------------------------------------- | --------------------------------- | ------------------------- | ------------- | --------------------------- |
| 1 | Лузька ОГр | з військ Північного фронту | Північний фронт Ленінградський фронт | 6 липня — 25 серпня 1941 | Ленінград → Ленінградська оборонна операція | Не брала участі                   | окремі стрілецькі дивізії | розформована  | Пядишев К. П. Астанін А. М. |